# Corresburger Weg 5 (Mönchengladbach)

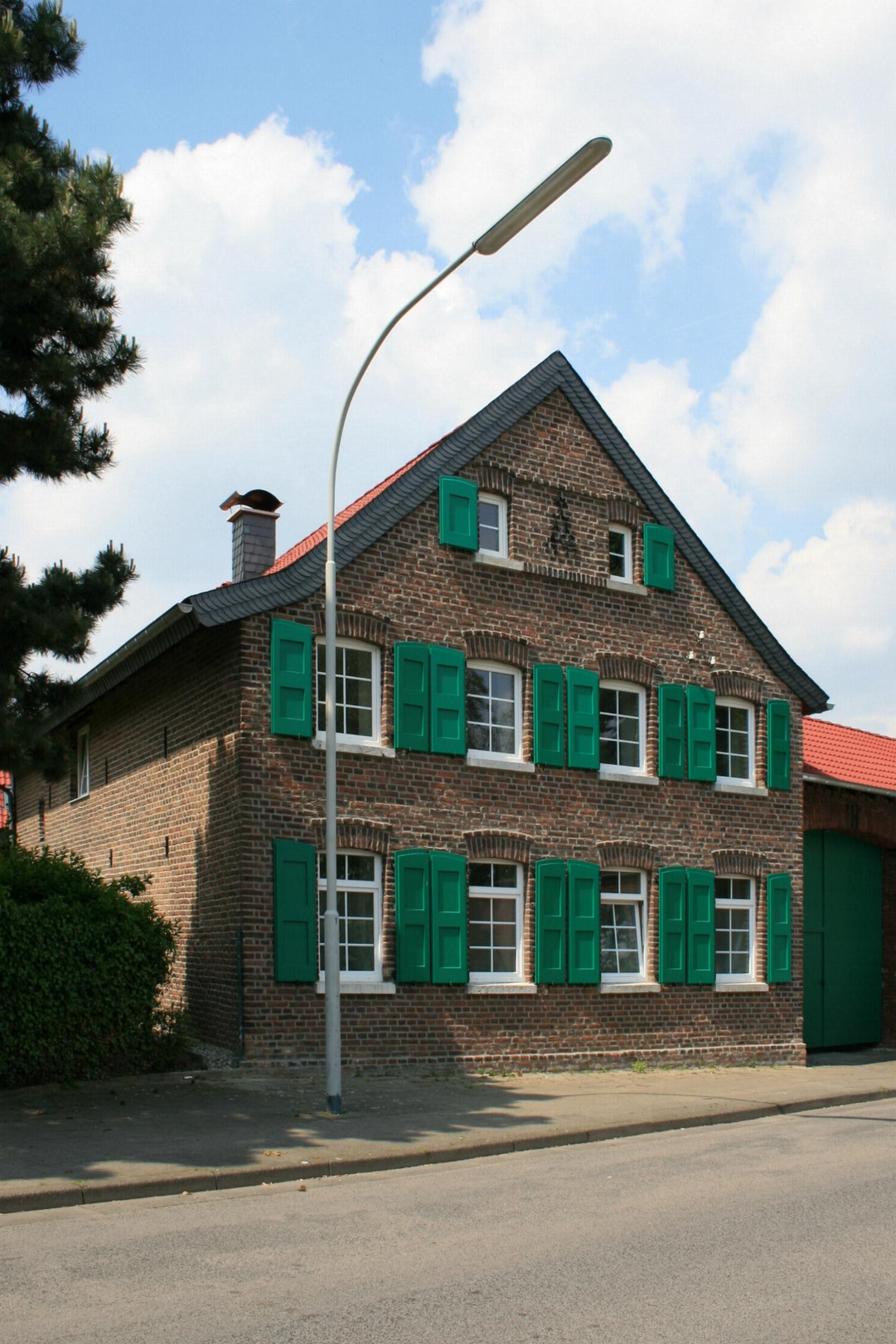
Wohnhaus (2010)

Das Wohnhaus Corresburger Weg 5 steht im Stadtteil Schelsen in Mönchengladbach (Nordrhein-Westfalen).
Das Haus wurde 1792 erbaut. Es ist unter Nr. C 006 am 8. Februar 1994 in die Denkmalliste der Stadt Mönchengladbach eingetragen worden.

## Architektur
Im Ortskern von Schelsen steht das zweigeschossige quererschlossene Wohnhaus innerhalb einer vierseitigen, nicht geschlossenen Hofanlage. Die originale Fachwerkkonstruktion ist nur noch an der hofseitigen Längswand sichtbar. An der giebelseitigen Straßenfront und der äußeren Langseite wurden im 19. Jahrhundert (1877) eine Backsteinverblendung vorgesetzt. Gliederung der Straßenfront durch vier gleichmäßig angeordnete Fensterachsen; alle Fenster gleichförmig hochrechteckig, mit stichbogig gemauertem Sturz abschließend. Die beiden Fenster des Giebels sind kleiner dimensioniert. Über der hofseitigen Eingangstür eine Datierungsinschrift 1792 1. May haben die Eheleute Matthias Rath und Margarethe Kaulen dies Haus aufrichten lassen.